# Kiss László (labdarúgó, 1956)
Kiss László (Taszár, 1956. március 12. –) magyar labdarúgó, csatár, edző. 2010 és 2012 között a női labdarúgó válogatott szövetségi edzője volt.

## Pályafutása

### Klubcsapatban
1974-ig nevelőklubjában a Kaposvári Rákócziban játszott. Két év pécsi kitérő után már a Rákócziban lett első osztályú labdarúgó.
1978-ban kerül a Vasashoz. A piros-kékkel egyszeres Magyar Kupa győztes és kétszeres bronzérmes a bajnokságban.
1985 és 1987 között Franciaországban játszott mint profi labdarúgó. Hazatérése után szinte idényenként váltogatja csapatait miután végképp szögre akasztja a stoplis cipőt. A magyar első osztályban 1976 és 1989 között 271 bajnoki mérkőzésen szerepelt és 124 gólt szerzett.

### A válogatottban
A magyar válogatottban 33 alkalommal szerepelt 1979 és 1984 között és 11 gólt szerzett. Az 1982-es spanyolországi világbajnokságon szereplő csapat tagja. A nyitó csoportmérkőzésen El Salvador ellen csereként beállva hét perc alatt szerzett három gólt. Korábban a selejtezők során a norvégoknak rúgott fontos és emlékezetes gólokat.

### Edzőként
1993 óta tevékenykedik edzőként. 2000 és 2011 között az 1. FC Femina női labdarúgócsapat vezetőedzője, de az MLSZ-szel is szerződésben áll szinte folyamatosan, a korosztályos utánpótlás férficsapatok mellett tevékenykedik, segítve az együttesek felkészülését. A Vasasnál is foglalkozott a csatárok felkészítésével. 2010. novembere és 2013 januárja között a női válogatott szövetségi edzője volt. Mérlege: 8 győzelem, 2 döntetlen és 14 vereség.

## Sikerei, díjai

### Játékosként
- Magyar bajnokság
  - 3.: 1979–80, 1980–81
- Magyar kupa (MNK)
  - győztes: 1981
  - döntős: 1980
- Közép-európai kupa (KK)
  - győztes: 1983

### Edzőként
- Magyar bajnokság
  - bajnok: 2000–01, 2001–02, 2002–03, 2005–06, 2006–07, 2007–08
  - 3.: 2004–05

## Statisztika

### Mérkőzései a válogatottban
| Magyarország | Magyarország         | Magyarország                            | Magyarország  | Magyarország | Magyarország     | Magyarország       | Magyarország | Magyarország    |
| #            | Dátum                | Helyszín                                | Hazai         | Eredmény     | Vendég           | Kiírás             | Gólok        | Esemény         |
| ------------ | -------------------- | --------------------------------------- | ------------- | ------------ | ---------------- | ------------------ | ------------ | --------------- |
|              | 1979. május 30.      | Miskolc-Diósgyőr, DVTK-stadion          | Magyarország  | 3 – 0        | Románia          | olimpiai selejtező | -            | 77'             |
| 1.           | 1979. szeptember 12. | Nyíregyháza                             | Magyarország  | 2 – 1        | Csehszlovákia    | barátságos         | -            |                 |
| 2.           | 1979. szeptember 26. | Bécs, Práter-stadion                    | Ausztria      | 3 – 1        | Magyarország     | barátságos         | -            |                 |
| 3.           | 1979. október 17.    | Debrecen, Nagyerdei stadion             | Magyarország  | 3 – 1        | Finnország       | Eb-selejtező       | -            |                 |
| 4.           | 1979. október 26.    | Budapest, Népstadion                    | Magyarország  | 0 – 2        | Egyesült Államok | barátságos         | -            |                 |
|              | 1979. október 31.    | Wrocław                                 | Lengyelország | 1 – 0        | Magyarország     | olimpiai selejtező | -            |                 |
|              | 1979. november 14.   | Miskolc-Diósgyőr, DVTK-stadion          | Magyarország  | 2 – 0        | Lengyelország    | olimpiai selejtező | -            | 43'             |
|              | 1979. november 24.   | Miskolc-Diósgyőr, DVTK-stadion          | Magyarország  | 3 – 0        | Csehszlovákia    | olimpiai selejtező | -            | 38'             |
|              | 1980. április 13.    | Prága                                   | Csehszlovákia | 3 – 2        | Magyarország     | olimpiai selejtező | -            | 61'             |
| 5.           | 1980. május 31.      | Budapest, Népstadion                    | Magyarország  | 3 – 1        | Skócia           | barátságos         | -            | 68'             |
| 6.           | 1980. június 4.      | Budapest, Népstadion                    | Magyarország  | 1 – 1        | Ausztria         | barátságos         | 1            | 13' 60'         |
| 7.           | 1980. augusztus 20.  | Budapest, Népstadion                    | Magyarország  | 2 – 0        | Svédország       | barátságos         | -            |                 |
| 8.           | 1980. augusztus 27.  | Budapest, Népstadion                    | Magyarország  | 1 – 4        | Szovjetunió      | barátságos         | -            | 66'             |
| 9.           | 1980. szeptember 24. | Budapest, Népstadion                    | Magyarország  | 2 – 2        | Spanyolország    | barátságos         | 1            | 10' 68'         |
| 10.          | 1980. október 8.     | Bécs, Práter stadion                    | Ausztria      | 3 – 1        | Magyarország     | barátságos         | -            | 46'             |
| 11.          | 1980. november 19.   | Halle, Kurt-Wabbel-Stadion              | NDK           | 2 – 0        | Magyarország     | barátságos         | -            | 46'             |
| 12.          | 1981. április 15.    | Valencia, Luis Casanova-stadion         | Spanyolország | 0 – 3        | Magyarország     | barátságos         | 1            | 31'             |
| 13.          | 1981. április 28.    | Luzern, Allmend-stadion                 | Svájc         | 2 – 2        | Magyarország     | vb-selejtező       | -            |                 |
| 14.          | 1981. május 13.      | Budapest, Népstadion                    | Magyarország  | 1 – 0        | Románia          | vb-selejtező       | -            | 74'             |
| 15.          | 1981. május 20.      | Oslo, Ullevaal Stadion                  | Norvégia      | 1 – 2        | Magyarország     | vb-selejtező       | 2            | 77' 79'         |
| 16.          | 1981. június 6.      | Budapest, Népstadion                    | Magyarország  | 1 – 3        | Anglia           | vb-selejtező       | -            |                 |
| 17.          | 1981. szeptember 23. | Bukarest, Augusztus 23. Stadion         | Románia       | 0 – 0        | Magyarország     | vb-selejtező       | -            | 51'             |
| 18.          | 1981. október 14.    | Budapest, Népstadion                    | Magyarország  | 3 – 0        | Svájc            | vb-selejtező       | -            | 65'             |
| 19.          | 1981. október 31.    | Budapest, Népstadion                    | Magyarország  | 4 – 1        | Norvégia         | vb-selejtező       | 2            | 60' 85'         |
| 20.          | 1981. november 18.   | London, Wembley Stadion                 | Anglia        | 1 – 0        | Magyarország     | vb-selejtező       | -            |                 |
| 21.          | 1982. február 11.    | Auckland, Smart-stadion                 | Új-Zéland     | 1 – 2        | Magyarország     | barátságos         | -            | 70'             |
| 22.          | 1982. február 14.    | Christchurch, II. Erzsébet Stadion      | Új-Zéland     | 1 – 2        | Magyarország     | barátságos         | -            | 56'             |
| 23.          | 1982. március 24.    | Budapest, Népstadion                    | Magyarország  | 2 – 3        | Ausztria         | barátságos         | -            | 62'             |
| 24.          | 1982. április 18.    | Budapest, Népstadion                    | Magyarország  | 1 – 2        | Peru             | barátságos         | -            |                 |
| 25.          | 1982. június 15.     | Elche, Nueva Estadio (ESP)              | Magyarország  | 10 – 1       | Salvador         | vb-csoportkör      | 3            | 56' 70' 73' 77' |
| 26.          | 1982. június 18.     | Alicante, Estadio José Rico Pérez (ESP) | Argentína     | 4 – 1        | Magyarország     | vb-csoportkör      | -            | 62'             |
| 27.          | 1982. június 22.     | Elche, Nueva Estadio (ESP)              | Belgium       | 1 – 1        | Magyarország     | vb-csoportkör      | -            | 70'             |
| 28.          | 1983. március 27.    | Luxembourg                              | Luxemburg     | 2 – 6        | Magyarország     | Eb-selejtező       | -            | 63'             |
| 29.          | 1983. április 13.    | Coimbra, Municipal-stadion              | Portugália    | 0 – 0        | Magyarország     | barátságos         | -            | 69'             |
| 30.          | 1983. április 17.    | Budapest, Népstadion                    | Magyarország  | 6 – 2        | Luxemburg        | Eb-selejtező       | 1            | 37'             |
| 31.          | 1983. április 27.    | London, Wembley Stadion                 | Anglia        | 2 – 0        | Magyarország     | Eb-selejtező       | -            | 69'             |
| 32.          | 1983. június 1.      | Koppenhága, Idraets Park                | Dánia         | 3 – 1        | Magyarország     | Eb-selejtező       | -            | 66'             |
| 33.          | 1984. május 31.      | Budapest, Üllői úti Stadion             | Magyarország  | 1 – 1        | Spanyolország    | barátságos         | -            |                 |
|              | Összesen             |                                         |               | 33           | mérkőzés         |                    | 11           | gól             |

### Mérkőzései női szövetségi kapitányként
| Magyarország | Magyarország         | Magyarország                     | Magyarország   | Magyarország | Magyarország   | Magyarország | Magyarország | Magyarország |
| #            | Dátum                | Helyszín                         | Hazai          | Eredmény     | Vendég         | Kiírás       | Gólok        | Esemény      |
| ------------ | -------------------- | -------------------------------- | -------------- | ------------ | -------------- | ------------ | ------------ | ------------ |
| 1.           | 2010. november 26.   | Győr, ETO Park                   | Magyarország   | 3 – 4        | Csehország     | barátságos   | -            |              |
| 2.           | 2010. november 28.   | Lanžhot                          | Csehország     | 1 – 2        | Magyarország   | barátságos   | -            |              |
| 3.           | 2011. április 13.    | Szenc                            | Szlovákia      | 2 – 4        | Magyarország   | barátságos   | -            |              |
| 4.           | 2011. május 15.      | Ludbreg                          | Horvátország   | 1 – 1        | Magyarország   | barátságos   | -            |              |
| 5.           | 2011. május 17.      | Zalaegerszeg, Andráshidai pálya  | Magyarország   | 1 – 0        | Horvátország   | barátságos   | -            |              |
| 6.           | 2011. június 7.      | Telki                            | Magyarország   | 0 – 1        | Kanada         | barátságos   | -            |              |
| 7.           | 2011. augusztus 23.  | Arad                             | Románia        | 4 – 2        | Magyarország   | barátságos   | -            |              |
| 8.           | 2011. augusztus 25.  | Pécska                           | Románia        | 2 – 0        | Magyarország   | barátságos   | -            |              |
| 9.           | 2011. szeptember 17. | Dessel                           | Belgium        | 2 – 1        | Magyarország   | Eb-selejtező | -            |              |
| 10.          | 2011. szeptember 21. | Oslo                             | Norvégia       | 6 – 0        | Magyarország   | Eb-selejtező | -            |              |
| 11.          | 2011. október 22.    | Pápa                             | Magyarország   | 0 – 1        | Izland         | Eb-selejtező | -            |              |
| 12.          | 2011. október 27.    | Lovecs                           | Bulgária       | 0 – 4        | Magyarország   | Eb-selejtező | -            |              |
| 13.          | 2011. november 23.   | Sopron                           | Magyarország   | 2 – 2        | Észak-Írország | Eb-selejtező | -            |              |
| 14.          | 2012. február 29.    | Silves (POR)                     | Írország       | 0 – 1        | Magyarország   | Algarve-kupa | -            |              |
| 15.          | 2012. március 2.     | Parchal                          | Portugália     | 4 – 0        | Magyarország   | Algarve-kupa | -            |              |
| 16.          | 2012. március 5.     | Vila Real de Santo António (POR) | Magyarország   | 1 – 2        | Wales          | Algarve-kupa | -            |              |
| 17.          | 2012. március 7.     | Quarteira (POR)                  | Magyarország   | 1 – 2        | Írország       | Algarve-kupa | -            |              |
| 18.          | 2012. április 4.     | Kecskemét, Széktói Stadion       | Magyarország   | 0 – 5        | Norvégia       | Eb-selejtező | -            |              |
| 19.          | 2012. április 25.    | Lurgan                           | Észak-Írország | 0 – 1        | Magyarország   | Eb-selejtező | -            |              |
| 20.          | 2012. május 23.      | Telki                            | Magyarország   | 0 – 4        | Ukrajna        | barátságos   | -            |              |
| 21.          | 2012. június 16.     | Reykjavík                        | Izland         | 3 – 0        | Magyarország   | Eb-selejtező | -            |              |
| 22.          | 2012. június 20.     | Szombathely                      | Magyarország   | 1 – 3        | Belgium        | Eb-selejtező | -            |              |
| 23.          | 2012. augusztus 24.  | Ópazova                          | Szerbia        | 2 – 3        | Magyarország   | barátságos   | -            |              |
| 24.          | 2012. szeptember 19. | Sopron                           | Magyarország   | 9 – 0        | Bulgária       | Eb-selejtező | -            |              |
|              | Összesen             |                                  |                | –            | mérkőzés       |              | –            | gól          |